# The Lost Vikings II
The Lost Vikings 2 es un videojuego de plataformas y puzle de 1997 desarrollado por Blizzard Entertaiment(SNES) y Beam Software(Sega Saturn,PlayStation,Windows)y fue publicado por Interplay. Todas las versiones del juego, excepto el lanzamiento de SNES, se titulaban Lost Vikings 2: Norse by Norsewest (Norse by Norse West: The Return of Lost Vikings en los EE. UU.). La secuela de The Lost Vikings, presenta los tres personajes originales más dos nuevos personajes jugables: Fang the werewolf y Scorch the dragon. La jugabilidad sigue siendo básicamente la misma, aunque los tres personajes vikingos tienen habilidades nuevas o modificadas.
Los lanzamientos para Windows, PlayStation y Saturn presentan gráficos 3D pre-renderizados, música en CD y una extensa actuación de voz proporcionada por Rob Paulsen (Erik), Jeff Bennett (Baleog & Fang), Jim Cummings (Olaf, Tomator) y Frank Welker (Scorch). La versión SNES de Blizzard Entertainment continuó el uso del estilo gráfico más de dibujos animados que se ve en el juego original.

## Argumento
Después de escapar de Tomator en The Lost Vikings, Erik the Swift, Olaf the Stout y Baleog the Fierce han vivido vidas vikingas alegres y fructíferas. Entonces, un día, después de regresar a casa de un viaje de pesca, los vikingos son capturados por Tomator nuevamente. Tomator luego llama a un guardia robótico para enviarlos a la Arena, que se queda corto cuando ocurre una falla del sistema. Durante el apagón, los tres vikingos desmantelan el robot pieza por pieza y usan sus partes en sus cuerpos, otorgándoles nuevas habilidades. Los tres vikingos son enviados accidentalmente a través del tiempo una vez más. Equipados con el nuevo equipo robótico, Erik, Olaf y Baleog deben viajar a través de cada nivel para encontrar el camino de regreso a casa. En el camino, se hacen amigos de un hombre lobo llamado Fang y un dragón llamado Scorch, quienes los ayudan en su búsqueda.

## Jugabilidad
The Lost Vikings II es un juego de plataforma de desplazamiento lateral en la que el jugador alterna el control de tres de los cinco personajes jugables, guiándolos uno a la vez desde un punto de inicio designado en cada nivel hasta la salida, recogiendo tres elementos específicos a lo largo La manera. El juego predetermina qué personajes están disponibles en cualquier nivel específico. El control puede intercambiarse de un personaje a otro en cualquier momento. En el modo cooperativo de dos jugadores, cada jugador controla simultáneamente un personaje y se le permite cambiar el control al tercer personaje no utilizado en cualquier momento. Cada nivel está diseñado de tal manera que cada personaje debe contribuir con sus habilidades únicas para ayudar a los otros dos hasta el final. Del mismo modo, para terminar el nivel, los tres personajes deben llegar al punto de salida con los tres elementos en posesión. Cada uno de los personajes tiene tres puntos de vida que pueden perder al ser lastimados por los enemigos o al caer desde grandes alturas. Si algún personaje se queda sin puntos de vida, muere; El juego continuará con los personajes restantes, pero el nivel se volverá imposible de ganar, y el jugador eventualmente tendrá que reiniciar el nivel e intentarlo nuevamente (el juego ofrece continues ilimitados).
Cada personaje tiene la capacidad de transportar y usar elementos, principalmente llaves, bombas y alimentos (que restauran puntos de salud), así como un conjunto único de habilidades:
Erik ahora tiene botas turbo que le permiten saltar mucho más alto que antes y puede romper ciertas paredes superiores con su salto turbo. El casco también le permite nadar.
Baleog tiene un brazo biónico que puede aplastar a los enemigos desde la distancia. El alcance es algo limitado en comparación con sus flechas del primer juego, pero el brazo biónico también permite a Baleog balancearse en el aire con ganchos especiales y agarrar algunos elementos inaccesibles para otros.
Olaf puede liberar gas que lo impulsa hacia arriba, dándole un alcance aéreo limitado y el poder de destruir ciertos pisos. Además de sus habilidades de ala delta, también puede reducir su tamaño y explorar pequeños espacios.
Fang puede saltar, trepar paredes aferrándose a ellas con sus garras y cortar enemigos a corta distancia.
Scorch tiene un ataque de bola de fuego que daña a los enemigos y puede activar ciertos interruptores
.También puede volar hasta agotarse, momento en el que puede deslizarse suavemente hacia abajo,como Olaf.